# Lars Magnar Enoksen
Lars Magnar Enoksen född 1960 i Malmö, är en svensk serieskapare och författare med ett intresse för runor och vikingatida historia.
Enoksen har även varit svensk och nordisk mästare i glimabrottning.

## Priser och utmärkelser
- Lengertz litteraturpris 2000